# Pekela
Pekela – gmina w Holandii, w prowincji Groningen.
Gmina składa się z 3 miejscowości: Boven Pekela, Nieuwe Pekela oraz Oude Pekela.